# Unió per la Nova República
La Unió per la Nova República (Union pour la nouvelle République, UNR) va ser un partit polític creat a França l'1 d'octubre de 1958 al voltant de la figura i de la ideologia del general Charles de Gaulle, per a unir als diversos grups de la dreta francesa en un moviment de tipus populista i tractar d'arribar al poder en el nou projecte, la Cinquena República que el mateix De Gaulle havia impulsat.

## Formació del partit
Per a la formació d'aquest partit s'uneixen tres de les principals corrents del gaullisme: 
- La primera i potserla més important era el Centre Nacional dels Republicans Socials (CNRS) que enquadrava entre altres a Jacques Chaban-Delmas i Roger Frey i que s'havia creat en 1954, després de l'apaivagament del Reagrupament del Poble Francès (RPF).
- La Unió per la Renovació Francesa (URF) dirigida per Jacques Soustelle, que després d'haver estat fundada com Unió per la Salvació i Renovació d'Algèria Francesa (USRAF) al febrer de 1955 va canviar de nom al juliol de 1958.
- La Convenció Republicana (CR), que liderava Marie-Madeleine Fourcade, que havien creat al juliol de 1958 antics lluitadors de la Resistència i militants del RPF.

Després de l'elecció de Roger Frey com a Secretari General, es pren la més important de les decisions: no es tractarà d'un partit de dretes fortament organitzat, sinó d'una agrupació de quadres, que seguint el model del Partit Conservador Britànic canalitzi a l'electorat per a donar suport als seus representants, però sense marcar-los una línia política massa determinada. Soustelle no era partidari d'aquest sistema, però la intervenció del mateix De Gaulle, poc amic de tenir en "el seu" partit a ningú que li fes ombra va inclinar la balança per aquesta opció. En endavant es replantejarà aquest debat diverses vegades, però fins a la creació en 1976 del RPR no es canviarà el model de partit gaullista.
Després de la constitució de la UNR només queda una petita branca del gaullisme fora. Es tracta dels que eren contraris a l'Algèria Francesa, que es van reagrupar en el Centre de la Reforma Republicana, després transformat en Unió Democràtica del Treball (UDT).

## Primeres eleccions
El partit decideix presentar candidatures pròpies a les eleccions de novembre de 1958. Els seus resultats són més aviat decebedors, ja que l'única cosa que aconsegueix és convertir-se en el principal partit de l'ala conservadora. A nivell de partit, només aconsegueix un 17,6% dels vots en la primera volta, deixant com primer partit encara al PCF. No obstant això, la segona volta maquillarà aquests resultats, proporcionant a la UNR 216 diputats, contra només 10 del PCF.

## Evolució del partit
Charles de Gaulle havia desautoritzat de manera explícita l'ús del seu nom (ni tan sols adjetivitzat) en cap partit, i els gaullistes no desitjaven utilitzar la paraula "partit", que per a ells era divisora, i preferien utilitzar 'moviment' per a parlar del seu corrent polític. El Primer Consell Nacional del moviment es va celebrar al juliol de 1959 a Orsay. No obstant això, es produïa la contradicció que l'única cosa que realment cohesionava la UNR era precisament la figura de De Gaulle, i això de manera deliberada, ja que en tot moment es va rebutjar la possibilitat de redactar un manifest o d'especificar una línia política concreta. Tot això era amb l'afany de convertir-se en força majoritària, el que, encara que havia succeït a les eleccions de 1958, resultava molt insegur en endavant per a un partit que ni tan sols havia aconseguit un 20% dels sufragis en la primera volta. A més, aquesta falta de concreció afavoria les lluites entre els diferents barons del partit.
L. Delbecque i altres vuit diputats abandonen el partit a l'octubre de 1959 i Jacques Soustelle, extremadament crític amb la postura de De Gaulle en el tema d'Algèria és expulsat del govern al febrer de 1960 i de la UNR el 25 d'abril Però el general De Gaulle utilitzava amb mestratge (gairebé sempre) els referèndums per a reforçar la seva figura pública i com a conseqüència, el moviment que ho donava suport, la UNR obtenia els corresponents beneficis. El general es dirigeix a la nació el 7 de novembre de 1962 per a sol·licitar que la majoria obtinguda en el plebiscit tingués un reflex en l'Assemblea Nacional, el que si es té en compte que l'únic partit que havia postulat pel si era la UNR quedava molt clar com missatge sobre a qui donava suport De Gaulle. D'altra banda, el general aconseguirà que la UNR i la UDT presentin candidats comuns. A les eleccions de 1962 la coalició UNR-UDT es converteix, ara sí, en la primera força electoral de França, obtenint un 31,9% dels sufragis en la primera volta i arribant a pràcticament la majoria absoluta després de la segona.

## Consolidació de la coalició UNR-UDT i terceres eleccions
Aquesta unió entre la UNR i la UDT es realitza en Niça entre el 22 i el 24 de novembre de 1963. Aquest pacte, no obstant això, va deixar fora a l'ala esquerra del gaullisme. A les eleccions de març de 1967 els candidats oficials gaullistes obtenen un 37,75% dels vots (desglossats en un 31,50% per a UNR-UDT i un 6,25% per als Republicans Independents. La coalició, per poc, mantindrà la seva majoria absoluta. Això duu a una reflexió en la coalició, i al juny de 1967 a Lilla, es porta a terme la fusió formal entre ambdues formacions amb el nom d'Unió de Demòcrates per la Cinquena República (UDR). S'adopten uns nous estatuts que fomenten la participació dels militants, i es crea un secretariat nacional col·legiat en el qual es relleva als gaullistes històrics. El nou partit designarà com a secretari general a Robert Poujade, i el lideratge del partit serà per a Georges Pompidou.

## Resultats electorals

### Eleccions Presidencials
| Any  | Candidat          | 1a volta   | 1a volta    | 2a volta   | 2a volta   | Resultat |
| Any  | Candidat          | Vots       | %           | Vots       | %          | Resultat |
| ---- | ----------------- | ---------- | ----------- | ---------- | ---------- | -------- |
| 1958 | Charles de Gaulle | 62,394     | 78,51 / 100 | -          | -          | Elegit   |
| 1965 | Charles de Gaulle | 10,828,521 | 44,65 / 100 | 13,083,699 | 55,2 / 100 | Elegit   |

### Eleccions legislatives
| Any  | Líder             | 1a volta  | 1a volta | 2a volta  | 2a volta | Escons    | +/− | Pos. (seats) |
| Any  | Líder             | Vots      | %        | Vots      | %        | Escons    | +/− | Pos. (seats) |
| ---- | ----------------- | --------- | -------- | --------- | -------- | --------- | --- | ------------ |
| 1958 | Charles de Gaulle | 3,603,958 | 17.6     | 4,769,052 | 26.4     | 189 / 576 | –   | 1r           |
| 1962 | Georges Pompidou  | 5,855,744 | 31.9     | 6,169,890 | 40.5     | 233 / 491 | 44  | 1r           |

## Secretaris generals de l'UNR
- Roger Frey: 1958-1959
- Albin Chalandon: 1959
- Jacques Richard: 1959-1961
- Roger Dusseaulx: 1961-1962
- Louis Terrenoire: 1962
- Jacques Baumel: 1962-1967
- Robert Poujade: 1967-1969